# Ягодное (Краснодарский край)
Я́годное — село в Приморско-Ахтарском районе Краснодарского края.
Входит в состав Ольгинского сельского поселения.

## География
Село расположено на юго-западном берегу Бейсугского водохранилища.

## Население
| 2002 | 2010 |
| ---- | ---- |
| 32   | ↘21  |

## Улицы
В селе имеется одна улица — Садовая.